# الدوري التونسي لكرة اليد 1983–84
الدوري التونسي لكرة اليد 1983-1984 هو الدورة 29 من الدوري التونسي لكرة اليد للرجال. شارك فيها 14 فريقا.

فاز بهذا الموسم الترجي الرياضي التونسي، وجاء ثانيا النادي الإفريقي.

## روابط خارجية
- الموقع الرسمي للجامعة التونسية لكرة اليد.